# Greed (singel)
Greed – utwór amerykańskiego zespołu muzycznego Godsmack, będący trzecim i ostatnim singlem z drugiego albumu studyjnego zespołu, Awake. Został wydany w formacie CD w maju 2001 roku nakładem Universal Records i Republic Records.

## Znaczenie tekstu
Utwór „Greed” opowiada o byłym przyjacielu zespołu, który pożyczył im pieniądze na nagranie ich pierwszej płyty. Powiedział przy tym, że nie chce żadnego zwrotu pieniędzy, ale zespół i tak mu je oddał, dając przy tym dodatkowe 10 000 dolarów w ramach podziękowania. Później próbował pozwać grupę, twierdząc, że posiada 10 procent udziałów w Godsmacku. Tekst utworu po prostu go krytykuje za niewdzięczność i zmuszenie zespołu do rocznych negocjacji z prawnikami.

## Teledysk
Teledysk do utworu powstał w 2001 roku, a za jego reżyserię odpowiadali Sully Erna, wokalista i lider Godsmacka, oraz Troy Smith. Ukazuje członków zespołu, którzy mają dość życia w nędzy w zrujnowanym mieszkaniu i postanawiają zemścić się na bogatym właścicielu tej nieruchomości. W teledysku pojawia się także jako cameo Toni Tiller, modelka, której zdjęcie znalazło się na okładce uznawanego za debiutancki albumu studyjnego Godsmacka.

## Lista utworów
Opracowano na podstawie materiału źródłowego.
Wydanie CD amerykańskie 2000 (Universal/Republic UNIR 20391-2)
| Nr | Tytuł utworu            | Długość |
| -- | ----------------------- | ------- |
| 1. | „Greed (Clean Version)” | 3:28    |
| 2. | „Greed (Album Version)” | 3:28    |
|    |                         | 6:56    |

Wydanie CD europejskie 2001 (Universal/Republic 015 137-2(18)) i CD europejskie 2001 (Universal 015 137-2)
| Nr | Tytuł utworu         | Długość |
| -- | -------------------- | ------- |
| 1. | „Greed (Radio Edit)” | 3:28    |
| 2. | „Sweet Leaf”         | 4:55    |
|    |                      | 8:23    |

## Notowania na listach przebojów
Notowania tygodniowe
| Lista (2001)                                       | Pozycja |
| -------------------------------------------------- | ------- |
| Stany Zjednoczone (Mainstream Rock (Billboard))    | 3       |
| Stany Zjednoczone (Modern Rock Tracks (Billboard)) | 28      |